# موزه ملی هنر جمهوری آذربایجان
موزه ملی هنر جمهوری آذربایجان (ترکی آذربایجانی: Azərbaycan Milli İncəsənət Muzeyi) بزرگ‌ترین موزه هنری در جمهوری آذربایجان می‌باشد، که بیش از ۱۷۰۰۰ اشیای نمایشی در آن در معرض نمایش گذاشته شده‌است. این موزه که، در سال ۱۹۳۶ تأسیس گردیده‌است، از سال ۱۹۴۳ نام «رستم مصطفی‌اف» یکی از بنیان‌گذاران هنر تئاتر واقع‌گرایانه و طراحی به یدک می‌کشد.
اکنون موزه شامل ساختمان‌های «کاخ ده بورون» و «دبیرستان زنانه مارینسکی» که در قرن ۱۹ بنا شده و در کنار هم قرار دارند، می‌شود. آثار هنری در موزه به نمایش گذاشته شده‌اند، که اطلاعاتی در مورد دوره‌های مختلف هنر مشرق‌زمین باستانی، آذربایجان، روسیه و اروپای غربی ارائه می‌دهند. نمایشگاه‌هایی شامل نمونه‌هایی ارجمند آثار موجود در مجموعه موزه در سال‌های مختلف در کشورهایی همچون کانادا، کوبا، سوریه، فرانسه، چکسلواکی، الجزایر، عراق و غیره … برپا گردیده‌است.

## تاریخ موزه

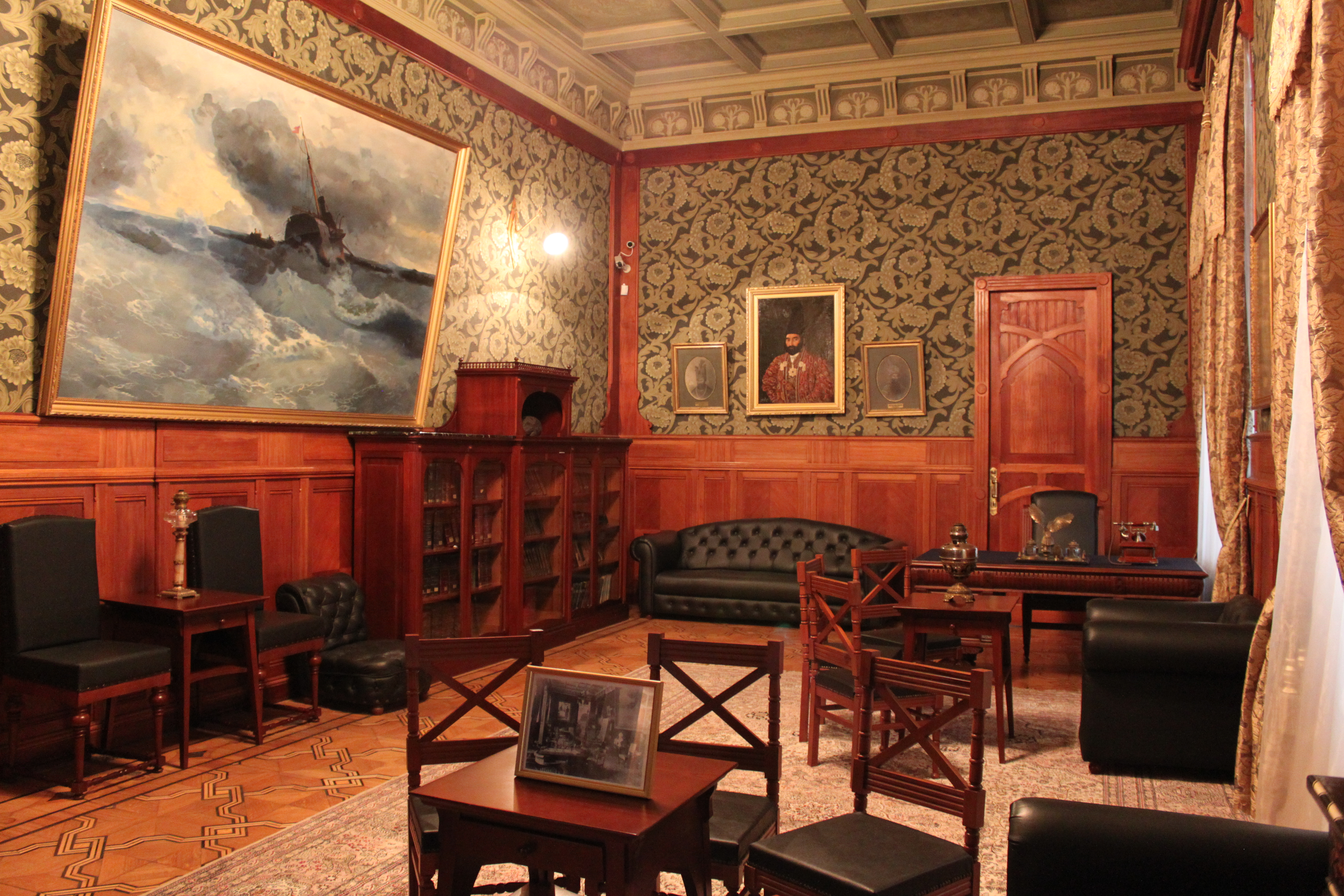
اتاق زین‌العابدین تقی‌یف که، قبلاً در آن هنرهای تجسمی در آن قرار داشت

بخش هنرهای تجسمی در ترکیب موزه دولتی آذربایجان در سال ۱۹۲۰ به تأسیس رسیده‌بود. در سال ۱۹۳۶، شورای کمیسرهای خلق جمهوری سوسیالیستی آذربایجان شوروی تصمیم بر آن گرفت، که قرمت یادشده را از موزه دولتی آذربایجان سوا کرده و آن را به موزه‌ای مستقل تبدیل نماید. در ابتدا بخش هنر در ساختمان موزه تاریخ جمهوری آذربایجان کنونی، که در گذشته کاخ حاجی زین‌العابدین تقی‌اف بود، قرار داشت. مراسم افتتاحیهٔ رسمی موزه در سال ۱۹۳۷ به عمل آمد. بعداً موزه در ساختمان موزه ادبیات جمهوری آذربایجان به نام نظامی گنجوی قرار گرفت.
در سال ۱۹۴۳ اسم «رستم مصطفی‌اف» یکی از بنیان‌گذاران هنر تئاتر واقع‌گرایانه و طراحی به این موزه گذاشته شد. موزه از اوایل سال ۱۹۵۰ نمایشگاه‌هایی موقت در چند ساختمان تاریخی باکو تشکیل داد.
در سال ۱۹۵۱، «میرجعفر باقرف» نایب یکم کمیته مرکزی حزب کمینیست جمهوری سوسیالیستی آذربایجان شوروی، ساختمان تاریخی معروف به «کاخ ده بورون» را در اختیار موزه قرار داد. پس از انتقال به مکان نو، نمایشگاه جدید موزه ترتیب یافت و به‌ترین الگوهای هنری موجود در مخزن اشیای نمایشی موزه در اینجا در معرض نمایش گذاشته‌شدند. سپس موزه به‌عنوان مرکز ویژه انجام مطالعات هنر نیز فعالیت کرد. علاوه بر این، برگزاری رویدادهای هنری، شب‌های آفرینش نقاشان و موسیقیدانان و دیدارها با روشنفکران نیز در این موزه کلید خورد.
در سال‌های ۱۹۹۲- ۱۹۹۳، ریاست «حزب جبهه خلق آذربایجان» دستوری داد، که موزه هنر از «کاخ ده بورو» به ساحختمانی که، امروزه وزارت خارجه جمهوری آذربایجان در آن قرار دارد، منتقل شود؛ ولی پس از مراجعه جمعی از هنرمندان به «ابوالفضل ایلچی‌بیگ» رئیس‌جمهوری وقت جمهوری آذربایجان، این دستور قبل از اجرایی شدن منتفی گردید.
پس از کسب استقلال جمهوری آذربایجان از شوروی سابق، با فرمان دولت و رئیس‌جمهوری وقت آذربایجان، «دبیرستان زنانه مارّینسکی» که در سال ۱۸۸۸ بنا گردیده و بعدها در اختیار «کمیته شهر» قرار گرفته‌بود، به موزه ملی هنر واگذار گردید. بدنه دوم موزه نیز در ساختمان جدیدش ایجاد شد. ۷ ژوئن سال ۲۰۱۳، مراسم افتتاحیهٔ بدنه جدیدی که، بدنه‌های یکم و دوم را به هم متصل می‌کند، با حضور الهام علی‌اف، رئیس‌جمهوری آذربایجان و همسر وی، بانو اول آذربایجان مهربان علیوا برگزار گردید.

## ساختمان موزه

### بدنه یکم: «کاخ ده بور»
۲۶ فوریه سال ۱۸۸۸، «لو ده بور» (Lev de Bur)، ثروتمند نفتی و بنیان‌گذار شرکت سهامی «همکاری کاسپی» برای تأیید طرح کاخ سنگی که قصد داشت بسازد، به «شورای شهر باکو» مراجعه نموده و ۱۸ آوریل سال ۱۸۸۸، طرفین در خصوص تخصیص زمینی ۷۰۰ متر مربع در خیابان «سادووایا» (کوچه نیازی کنونی) به توافق رسیدند. در ۳۱ اوت سال ۱۸۸۸، پروژه ساخت کاخ به تأیید نهایی از سوی رئیس شورای شهر باکو رسید و چندی بعد کارهای عملیاتی ساخت و ساز شروع گردید.
ولی قبل از تکملیل ساخت کاخ، «ده بور» در سال ۱۸۸۹ درگذشت. واری‌های وی این بنا که، هنوز فقط طرحش افکنده شده‌بود را، در ماه ژانویه سال ۱۸۹۱ به شرکت سهامی «همکاری کاسپی» فروختند. به همین دلیل طرح بنا دستخوش تغییراتی گشت.
ولی در بعضی مراجع، تاریخی ساخت این بنا سال ۱۸۹۱ الی ۱۸۹۳ ذکر شده‌است. در همان منابع همچنین آمده‌است، که کارهای ساخت و ساز این دربار از سوی شرکت سهامی «همکاری کاسپی» در سال ۱۸۹۵ به خاتمه رسانیده شده‌است.
پس از انقلاب اکتبر در سال ۱۹۱۷، در ۳۱ ژوئیه سال ۱۹۱۸ حکومت در باکو با مشارکت بسزای «ماک دونالد»، سرکنسولگر وقت انگلیس، به «دیکتاتوری سنتروپایکی» که از انگلیسی‌ها برای حفاظت به‌اصطلاح باکو از اردوی اسلام قفقاز دعوت نموده‌بود، انتقال یافت. بدین ترتیب ارتش انگلیس به‌سرکردگی ژنرال «ویلیام تمسن» به سال ۱۹۱۹ وارد باکو شده و در این کاخ که مال شرکت سهامی «همکاری کاسپی» بود مستقر گردید.
«نریمان نریمانف» پس از تسخیر باکو به‌توسط «ارتش سرخ» در ۲۸ آوریل سال ۱۹۲۰، رئیس کمیتهٔ انقلاب جمهوری سوسیالیستی آذربایجان شوروی شد. بعد از انتخاب وی به ریاست «شورای کمیساریاهای خلق» در سال ۱۹۲۱، شورای مزبور در کاخ «ده بور» مستقر گردید. خانواده نریمان نریمانف نیز به این کاخ منتقل شده و در طبقه دوم شروع به زندگی نمودند.
به سال ۱۹۳۳، خانواده «میرجعفر باقرف» نائب نخست رئیس بخش اداره اطلاعات و امنیت اتحاد جماهیر شوروی در باکو در این کاخ شروع به زندگی نمود. در سال ۱۹۳۰، بازسازی‌های ناچیزی در کاخ انجام گرفته و در سوی چپ آن باغی به‌نام نریمان نریمانف ایجاد شد. میرجعفر باقرف این کاخ را در سال ۱۹۵۱ به موزه ملی هنر آذربایجان هدیه داد.

### بدنه دوم

نمای پانورامیک یکمین تالار هنر فرانسوی

نمای پانورامیک دومین تالار هنر آذربایجانی

با دستور «شورای شهر باکو» در سال ۱۸۷۴، «دبیرستان زنانه باکو» به تأسیس رسیده و با تصمیم ویژه‌ای در اختیار «شورای حامیان» قرار گرفت.
با آنکه تصمیمی جهت به‌راه‌اندازی این دبیرستان گرفته شده‌بود، ولی ساختمانی برای قرارگیری آن وجود نداشت. بنابر برخی منابع، ایده ساخت بنایی برای استقرار این دبیرستان از سوی شهردار وقت شهر باکو و اعضای «شورای حامیان» مطرح گردیده‌بود. در سال ۱۸۸۴، «شورای حامیان دبیرستان زنانه» مناقصهای را برای ساخت این بنا اعلام نمود. طرح ساختمان را «میکائیل دنیسوویچ»، مهندس عمران وقت تهیه نمود؛ ولی از آنجایی که شهرداری از منابع مالی کافی برای اجرای این پروژه برخوردار نبود، «شورای حامیان» وادار شد به سراغ منابع مالی برود.
آنگاه یک پیمانکار ساخت و سازی به‌نام «و. ن گریش» از مسکو به باکو آمده و شرکت وی مشغول کاشی‌کاری راه‌های باکو بود. وی وقتی که از مسئلهٔ مشکلات مالی مایحتاج برای ساخت بنا به این دبیرستان مطلاع گردید، تأمین هزینه ساخت و ساز را بر عهده خود گرفت.
به این ترتیب کارهای عملیاتی ساخت و ساز بنا شروع شده و سرانجام در سال ۱۸۸۷، تکمیل گشت. در ۲۶ سپتامبر سال ۱۸۸۷، مراسم افتتاحیه بنا با حضور مهمانان و کارکنان دانشگاهی متعددی برگزار گردید. «دبیرستان زنانه ماریا» تا پایان فعالیت خود در این کاخ مستقر بوده‌است.
پس از کسب استقلال آذربایجان، این بنا در اختیار موزه ملی هنر آذربایجان قرار داده شده و بدنه دوم موزه در آن ایجاد گردیده‌است.

## نمایشگاه موزه

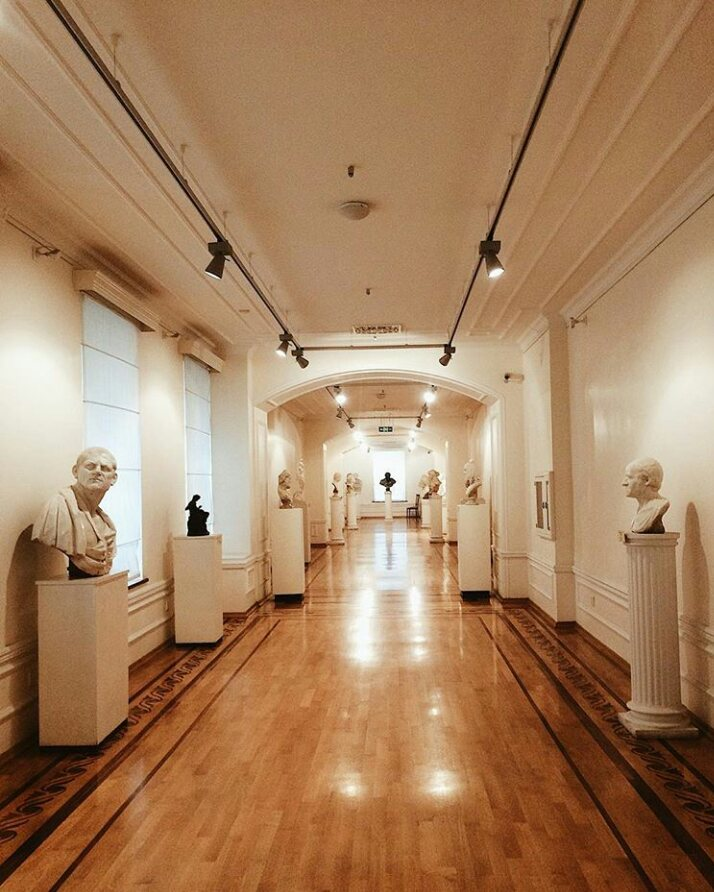
موزه ملی هنر جمهوری آذربایجان

در نمایشگاه موزه که در مجموع در ۶۰ اتاق تشکیل شده‌است، بیش از ۳۰۰۰ اثر هنری نمایش داده می‌شود. در بدنه یکم، ۷ اتاق به هنر اروپا، ۱۰ اتاق به هنر روسیه، بقیه نیز به هنرهای کشورهایی نظیر ایران، ترکیه، ژاپن و غیره … اختصاص یافته‌است. در بدنه دوم ۸ اتاق به هنر عتیق و قرون وسطایی آذربایجان، ۳۰ اتاق نیز به نمایش خلاقیت مصوران و مجسمه‌سازان آذربایجانی اختصاص دارد. در این اتاق‌ها، علاوه بر آثار هنرمندان قرن‌های ۱۸، ۱۹ و ۲۰ آذربایجانی، نمونه‌های منتسب به دورهای مختلف قرون وسطی هنرهای کاربردی مردم، به ویژه نمونه‌های نادر تنوع‌های مختلف قالی‌های آذربایجانی، آثار هنری منحصر به فرد یافته شده در نتیجهٔ کاوش‌های باستان‌شناختی، البسه و وسایل خانگی منسوب به قرون وسطی در معرض نمایش گذاشته شده‌اند.
این موزه دربردارنده تالارهای نمایشی مخصوصی نیز می‌باشد، که در آن‌ها کمربندهای مردانه و زنانه و نیز اسلحه‌ها به نمایش گذاشته شده‌اند. نمونه‌های هنری موجود در این سالن‌ها همزمان با اینکه از فلزهای گرانبها درست شده‌اند، با بهره‌مندی از سنگ‌های گران و نیم‌گران نیز تیئین داده شده‌اند. به‌طور کلی بیش از ۱۷۰۰ اشیای نمایش در موزه موجود می‌باشد. به‌همین دلیل نمی‌شود تمام اشیای نمایشی را به‌طور همزمان نمایش داد. معاوضه زود زود ایشای نمایشی در نمایشگاه‌ها با دیگرهایی که در مخزن موزه موجود هستند، این فرصت را به بازدیدکنندگان موزه می‌دهد، که هر بار با دیگر اشیای نمایشی آشنا بشوند.

## کلکسیون هنر باستانی و قرون وسطایی آذربایجان
کلکسیون هنر باستانی و قرون وسطایی آذربایجان شامل نمونه‌های هنری مختلف قرون وسطایی که، بر اثر کاوش‌های باستان‌شناسی انجام شده در قلمروی جمهوری آذربایجان کشف شده‌اند، می‌باشد. بخشی از این کلکسیون در هشت تالار موزه نمایش داده می‌شود. از میان اشیای نمایشی می‌توان به تصویرهای پرنده متعلق به عهد «منا» که در جمهوری خودمختار نخجوان یافته شده‌اند، تصویرهای زن منسوب به قرن‌های ۳ و ۱ که در باکو و شکی پیدا شده‌اند، شکل‌های انسان منسوب به دوران آلبانیای قفقاز که در مجتمع مسکونی «خینیسلی» در شهرستان شماخی کشف شده‌اند، ظروف متعلق به دوران‌های مختلف یافته شده در گنجه، بیلقان، مینگه‌چویر، کتیبه‌های یافته شده در «قلعه باییل» از سوی گروه باستان‌شناختی خرز و غیره … اشاره نمود.

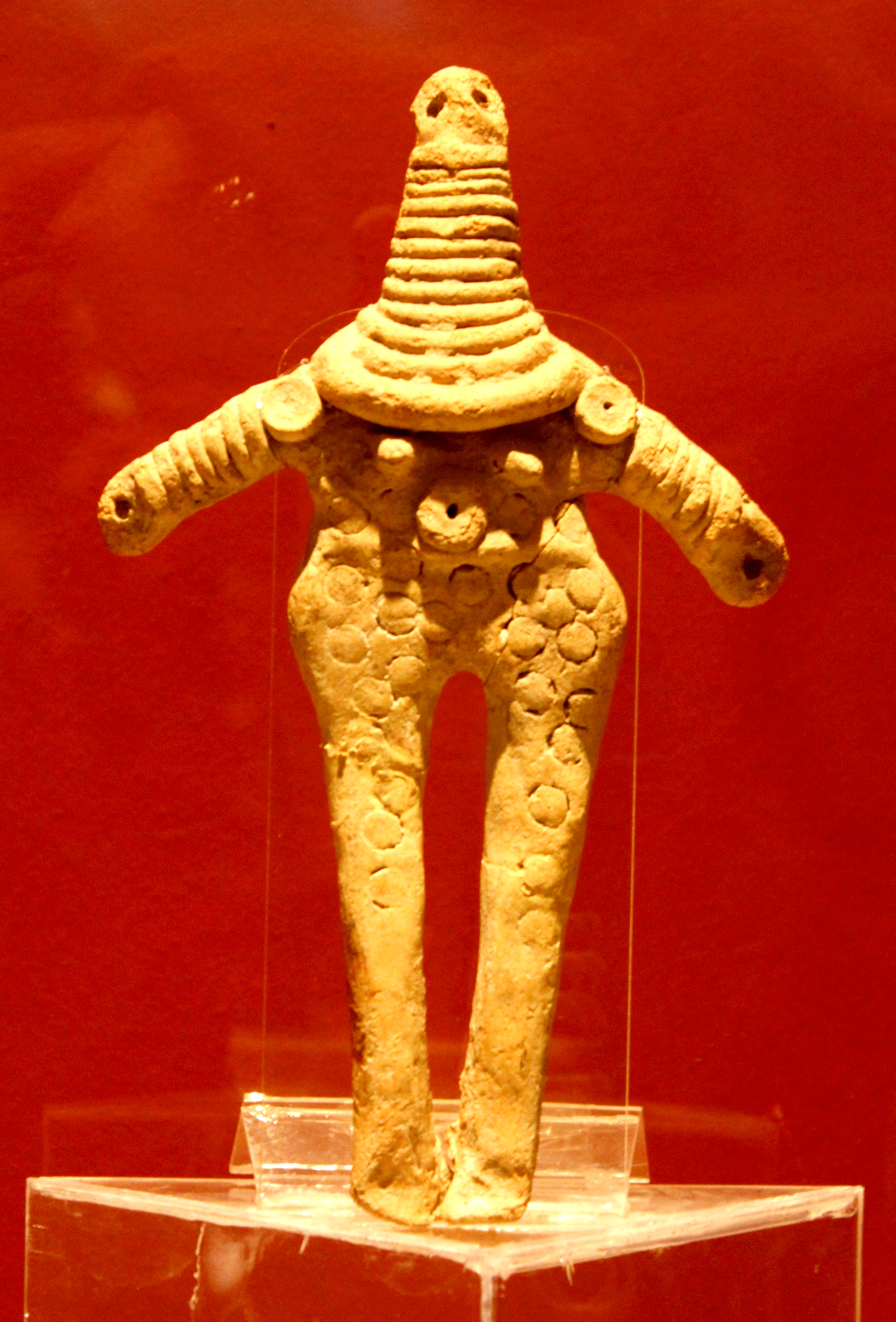
بت سفالی زن متعلق به هزاره‌های ۳ و ۲ پیش از میلاد که در روستای «فاضل» شکی یافت شده‌است
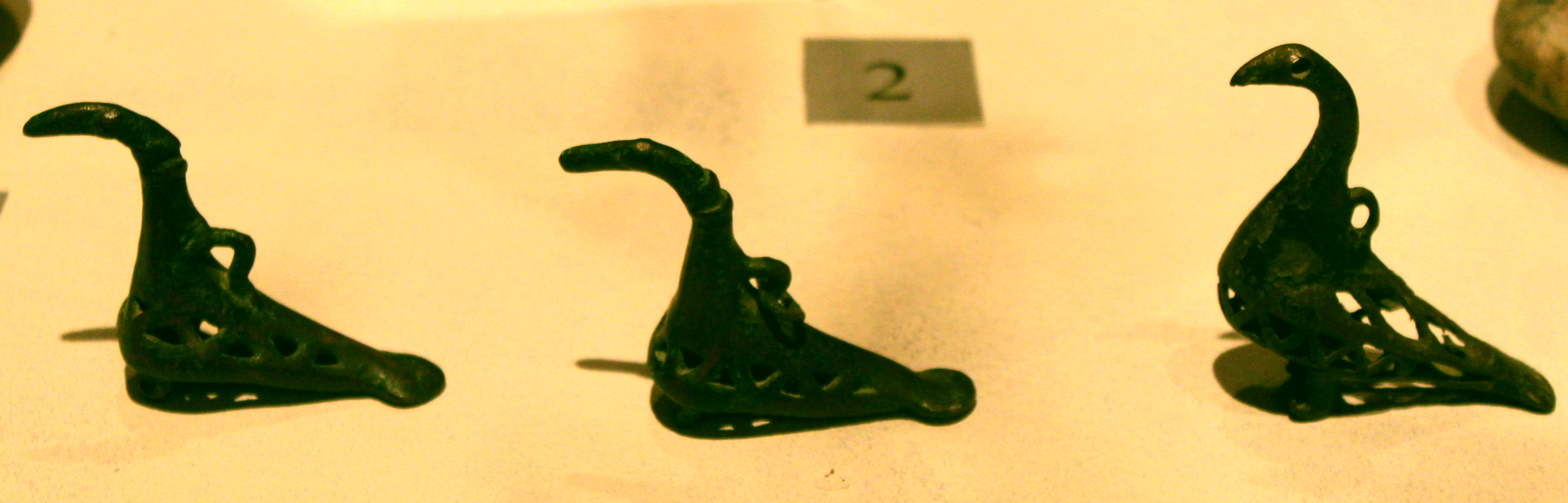
نقوش برنزی پرنده منسوب به عهد دولت «مانّا» (هزاره‌های ۳ و ۲ پیش از میلاد) که در نخجوان کشف شده‌اند
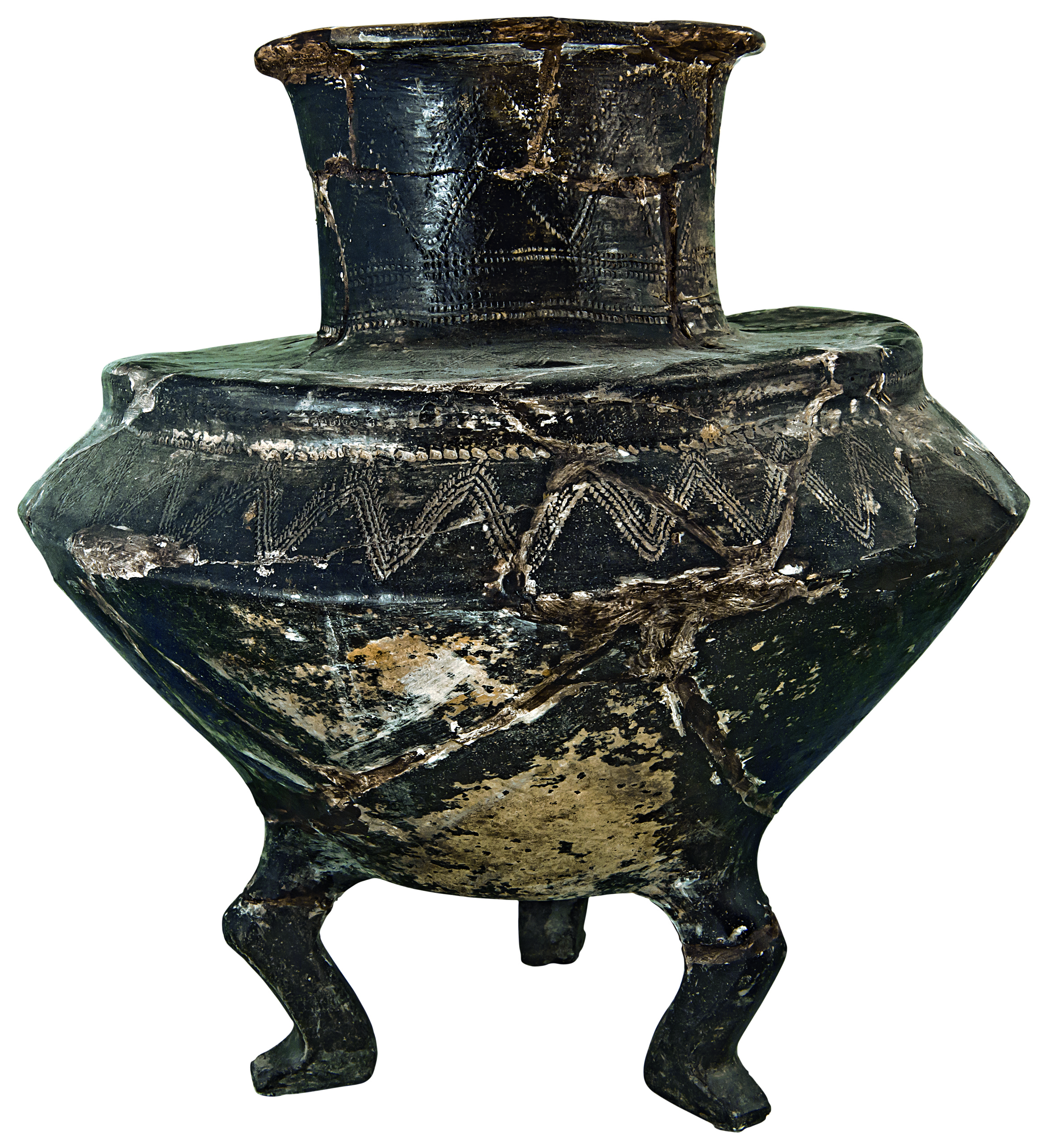
سفالینه‌ای منتسب به آلبانیای قفقاز (هزاره‌های ۳ و ۲ پیش از میلاد) که در شهر قبله پیدا شده‌است.
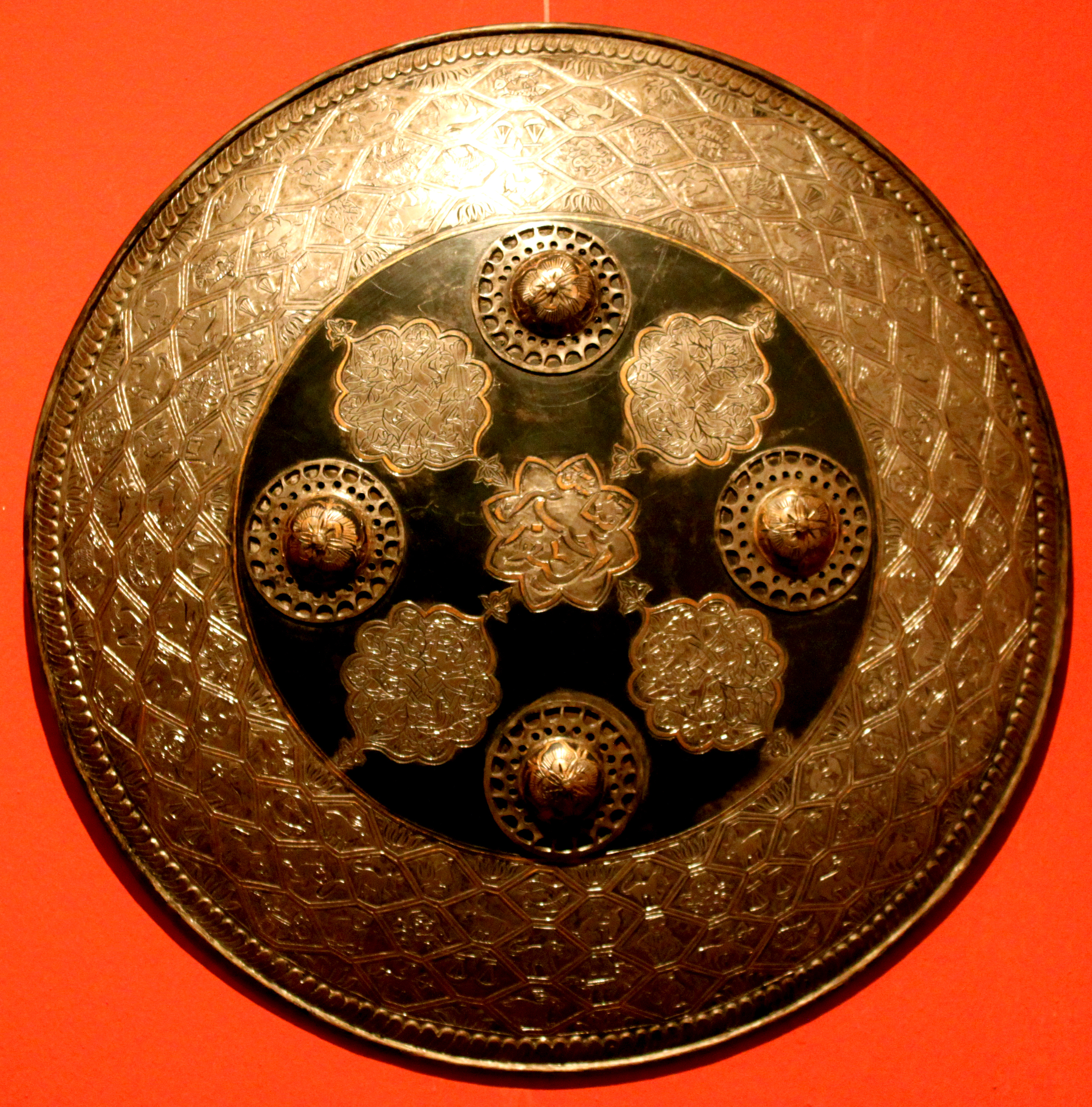
سپر
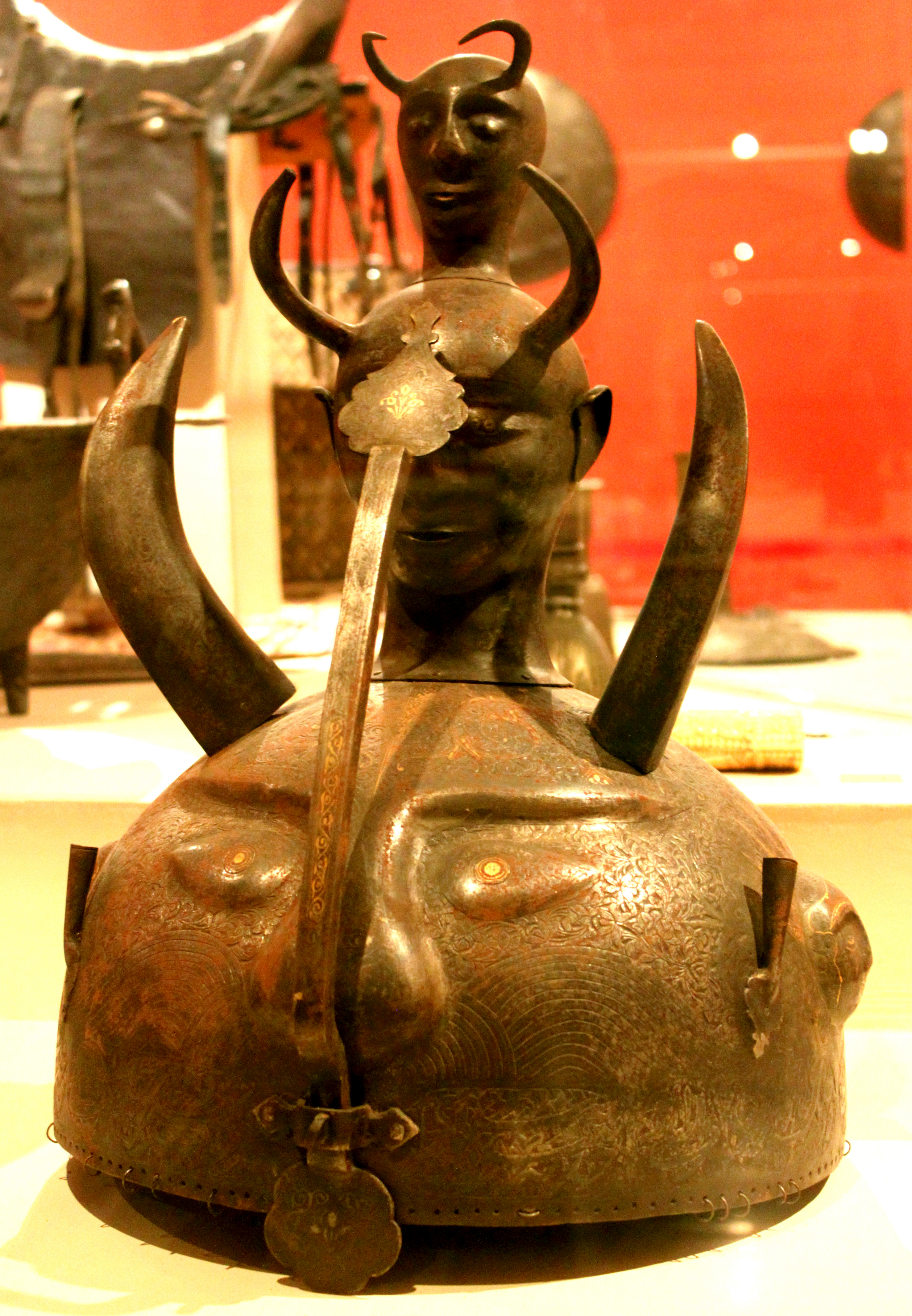
[کلاه‌خود متعلق به عهد ساجیان.

## کلکسیون نقاشی‌ها

### نگارگری آذربایجانی

#### قرن ۱۹ (میلادی)
در تالار موسوم به نگارگری قرن ۱۹ آذربایجان، اولین الگوهایی از تصویرگری حرفه‌ای آذربایجانی به نمایش گذاشته شده‌اند.
در این کلکسیون در کنار آثار «میرزا قدیم ایروانی»، و «میر محسن نواب»، بنیان‌گذاران نقاشی واقع‌گرایانه آذربایجانی، نمونه‌های نقاشی «اوستا قنبر قره باغی» و نقاشان مجهول الهویه آذربایجانی که، به ترتیب در قرن‌های ۱۸ و ۱۹ زندگی نموده‌اند، به نمایش درآمده‌اند.
- اثر «بوته در حال شکوفایی» نگارگر «میرمحسن نواب»، منسوب به سال ۱۸۷۲ است
- - پرتره زن نشسته از میرزا قدیم ایروانی، سال‌های ۱۸۷۰
- منظره کوه از بهروز کنگرلی

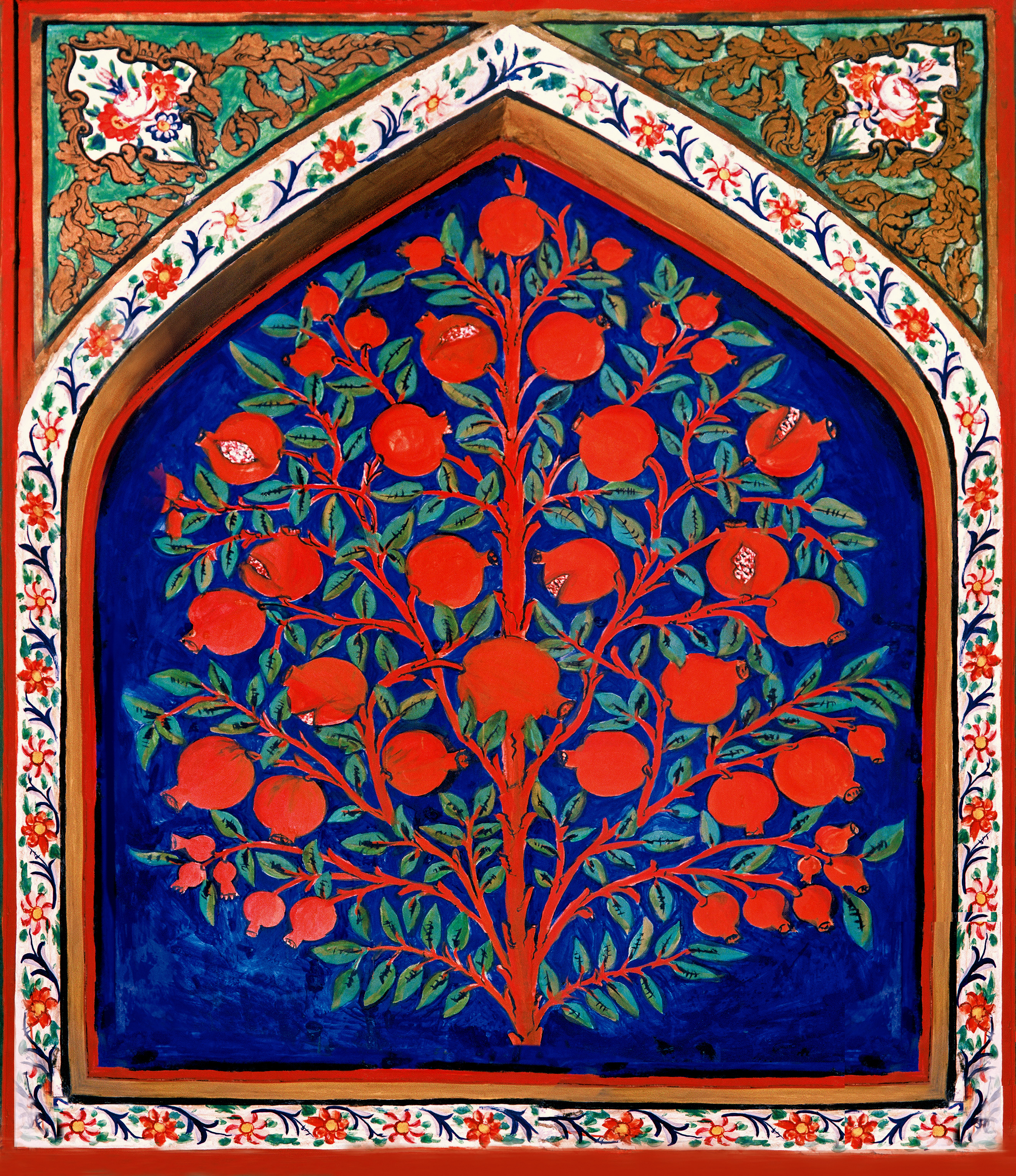
نقاشی کشیده شده روی شیشه به‌اسم «درخت حیات» که مولفش نامعلوم می‌باشد
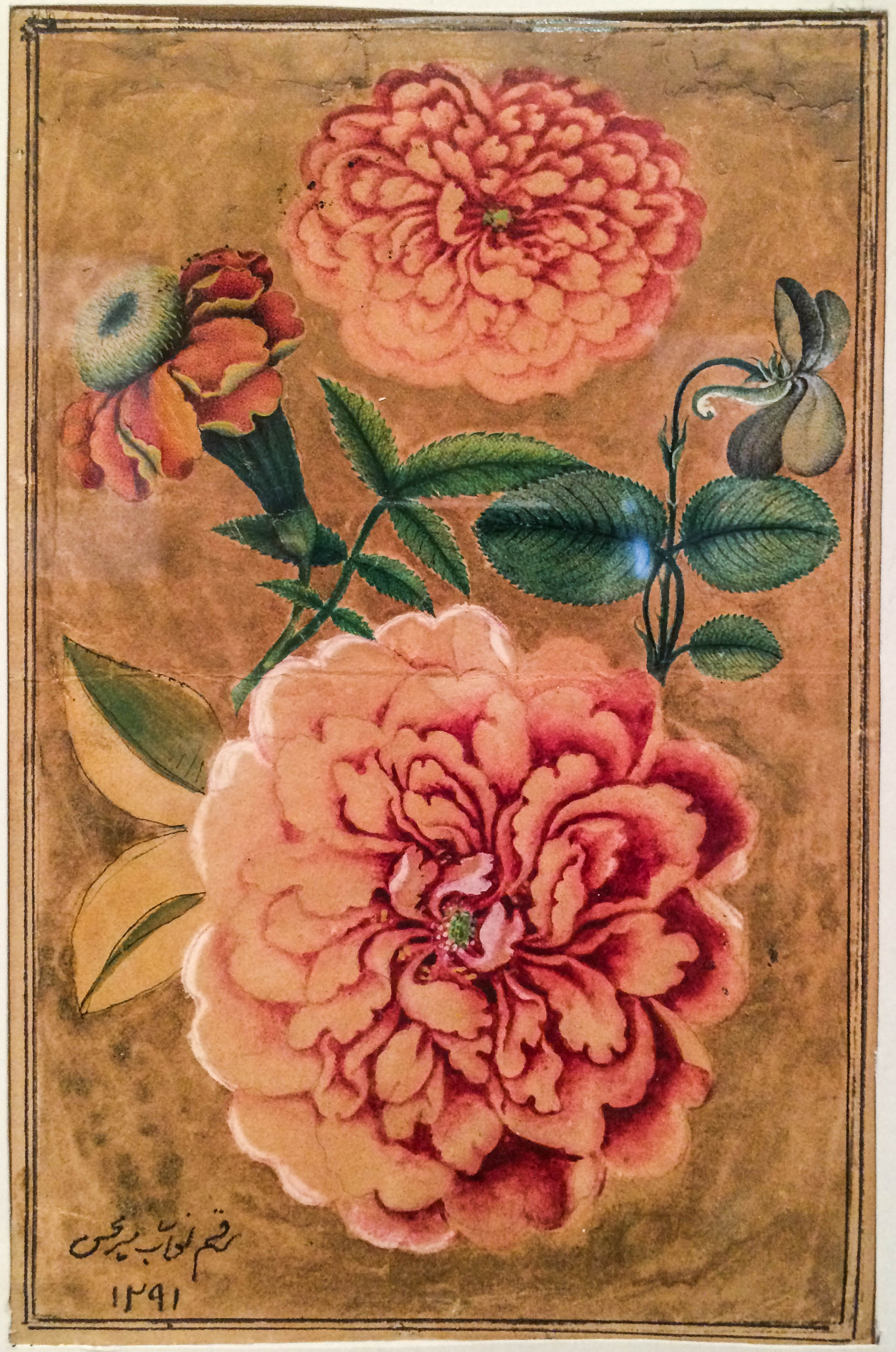
اثر «بوته در حال شکوفایی» نگارگر «میرمحسن نواب»، منسوب به سال ۱۸۷۲ است
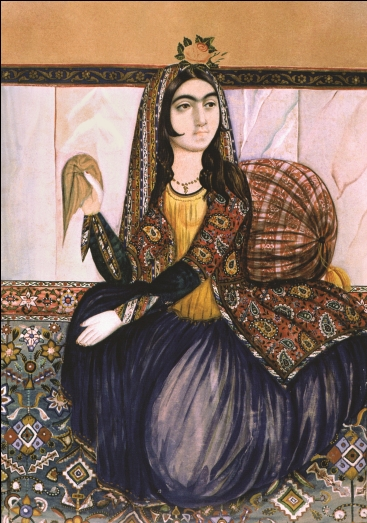
- پرتره زن نشسته از میرزا قدیم ایروانی، سال‌های ۱۸۷۰
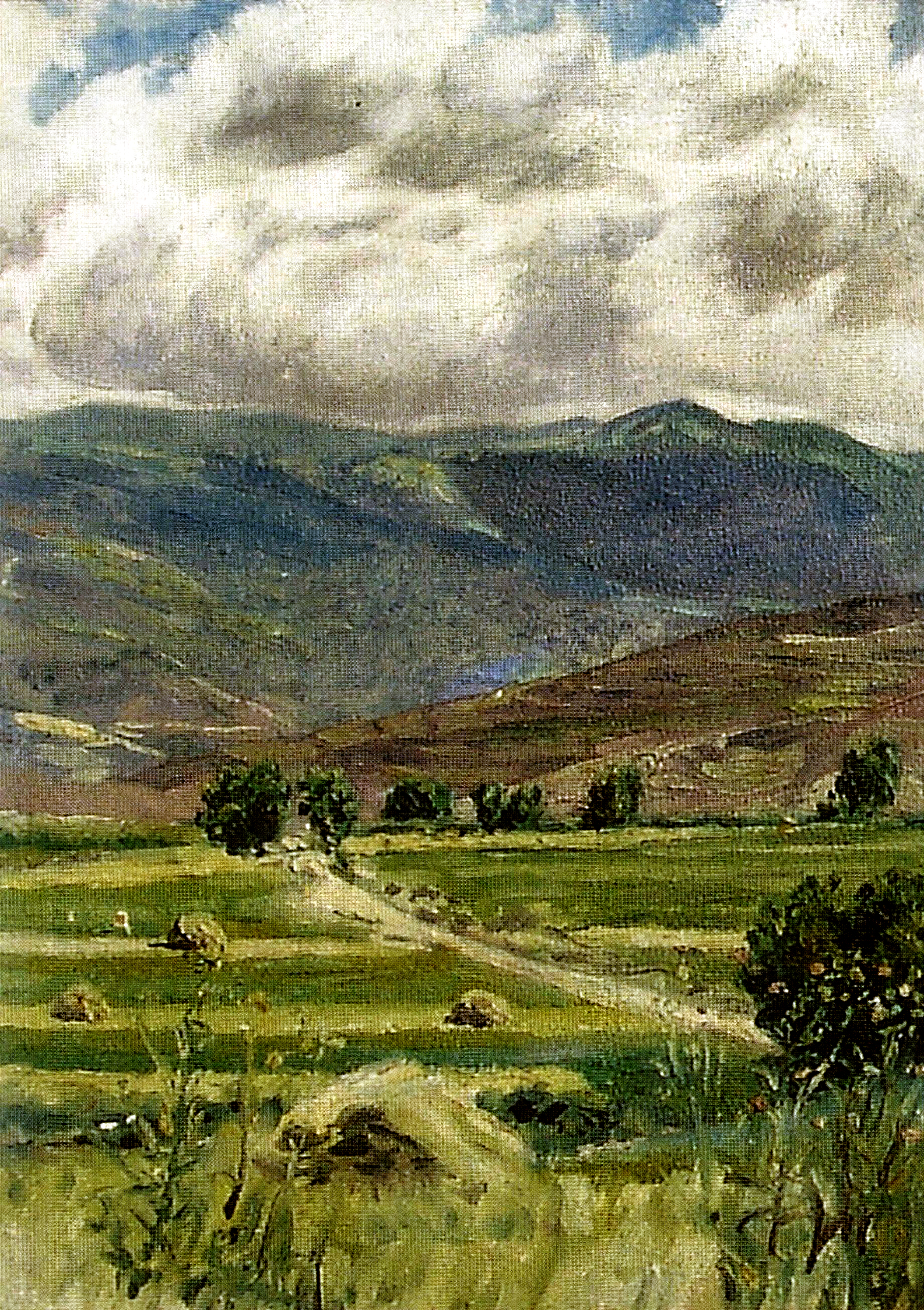
منظره کوه از بهروز کنگرلی
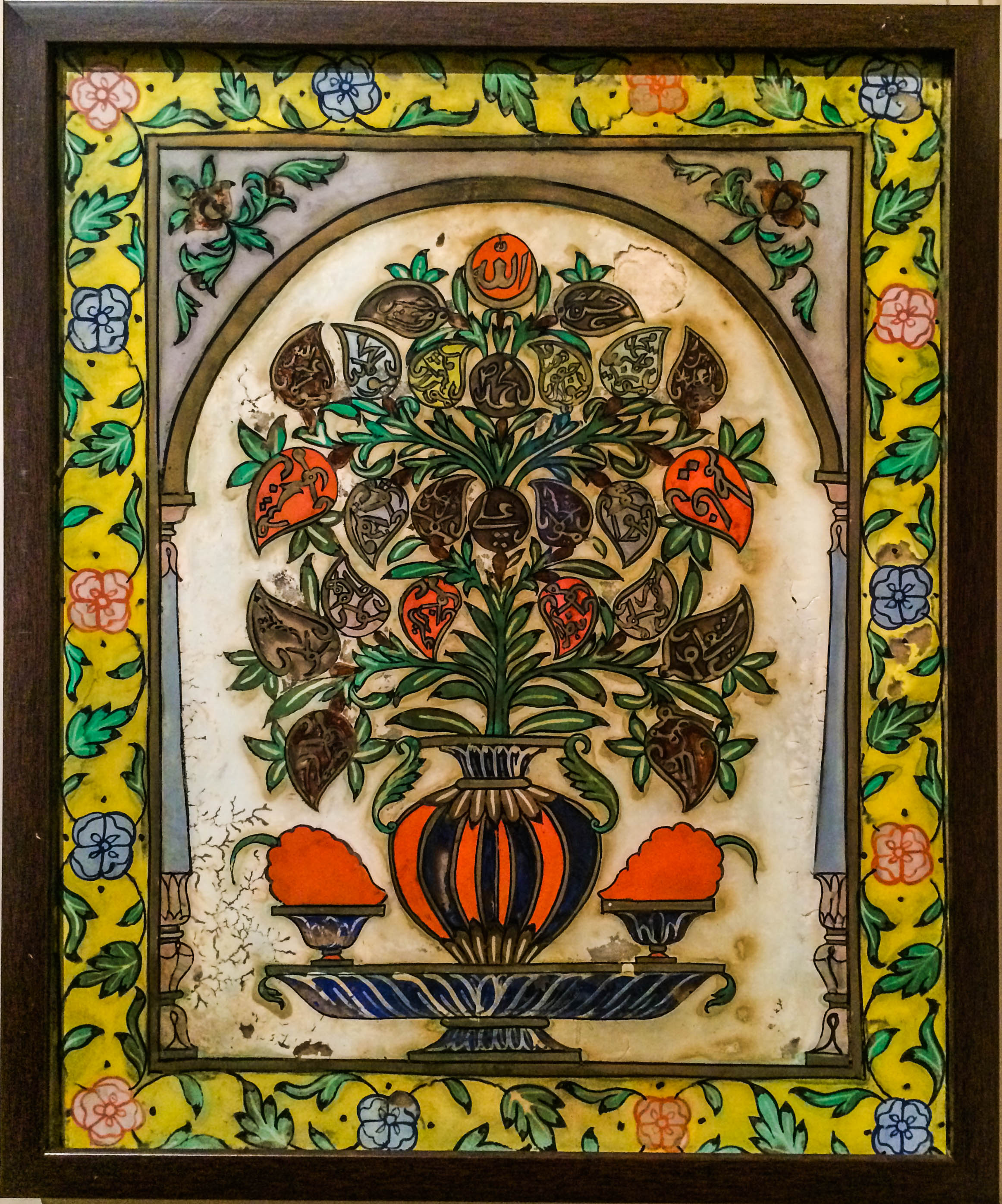
نقاشی کشیده شده روی شیشه به‌اسم «درخت حیات» که مولفش نامعلوم می‌باشد

#### قرن ۲۰
در سالن مصوری قرن ۲۰ آذربایجانی آثار نقاشان آذربایجانی، که در دوران شوروی اسبق و جمهوری آذربایجان کنونی زندگی و نقاشی‌های خود را خلق نموده‌اند، به نمایش گذاشته شده‌اند. آثار نقاشان معروف آذربایجانی مانند بهروز کنگرلی، عظیم عظیم‌زاده، «نادر عبد الرحمانف»، «بابا علی‌اف»، «ستار بهلولزاده»، «طغرل نریمان‌بیگف»، «خالیده سفراوا»، «بویوک آقا میرزازاده»، «اوقتای صادق‌زاده»، «میکائیل عبدالله‌اف»، «ائلمیرا شاهتاخلینسکایا»، «راسیم بابایف»، «ائلبیگ زضاقلویف»، «طاهر صلاحق»، «مارال رحمانزاده»، «حسن حقوردیق»، «تقی تقی‌اف»، «وجهه صمداوا»، «عمر ائلدارف»، «طغرل صادق‌زاده» و غیره … در این قسمت موزه به نمایش گذاشته شده‌اند. تالارهای نمایشی ویژه‌ای جهت نمایش آثار «طاهر صلاحف» و «ستار بهلولزاده» در این موزه ایجاد گردیده‌اند.

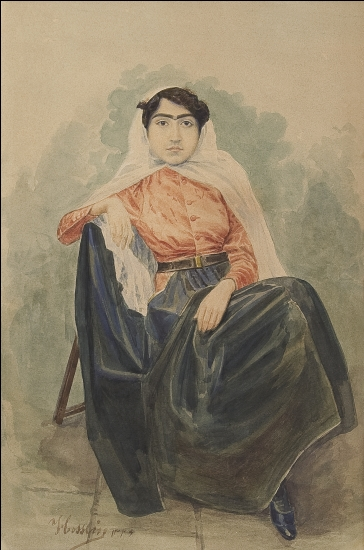
۱۹۰۸]]
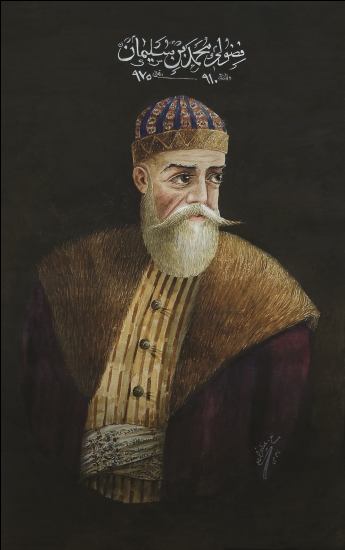
پرتره محمد فضولی از عظیم عظیم‌زاده، سال ۱۹۱۴

### نقاشی اروپای غربی
آثار منسوب به قرون ۱۶ تا ۱۹ نقاشان اروپای غربی که از کشورهای مختلفی هستند، در بخش کلکسیون مصوری اروپای غربی جمع شده‌اند. همان آثار بنابه کشورها در تالارهای جداگانه به نمایش گذاشته شده‌اند.

#### نقاشی ایتالیایی
از جملهٔ نقاشان ایتالیایی که آثارشان در قسمت نقاشی ایتالیایی در معرض گذاشته شده‌اند، می‌توان از «لئاندرو باسانو» (Leandro Bassano)، «فرانچسکو سلیمانا» (Francesco Solimena)، «گوئرچینو»، «برناردینو لوئینی»، «آندریا دل سارتو» نام برد.

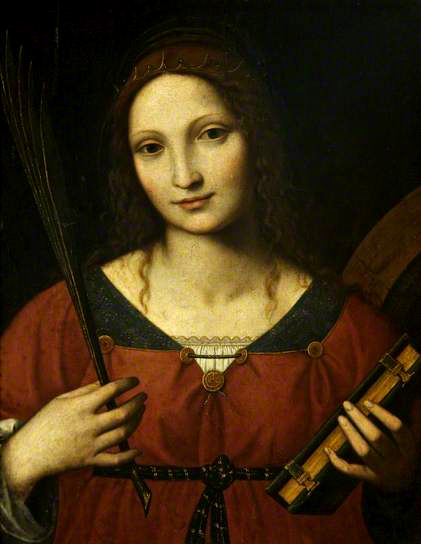
.
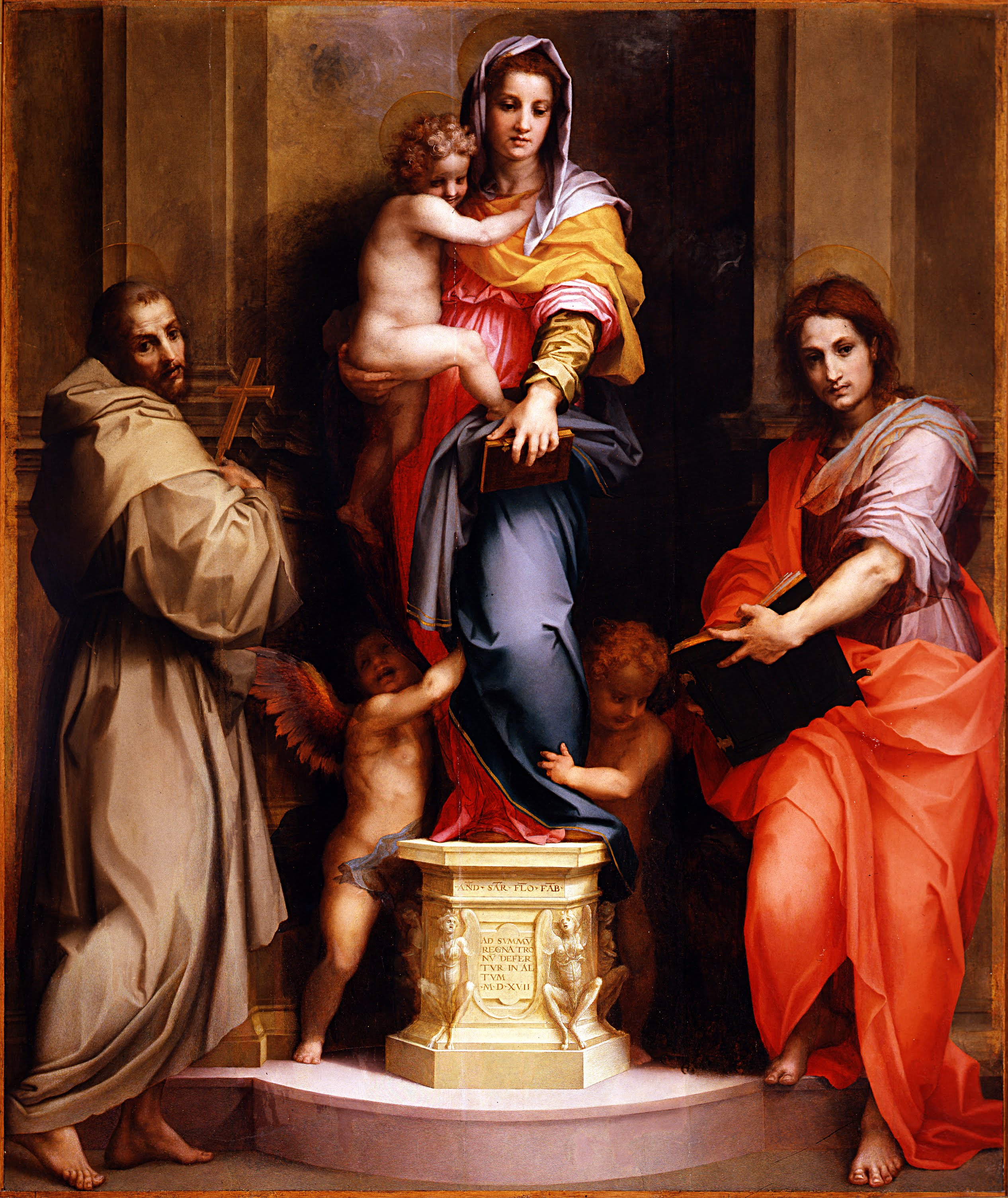
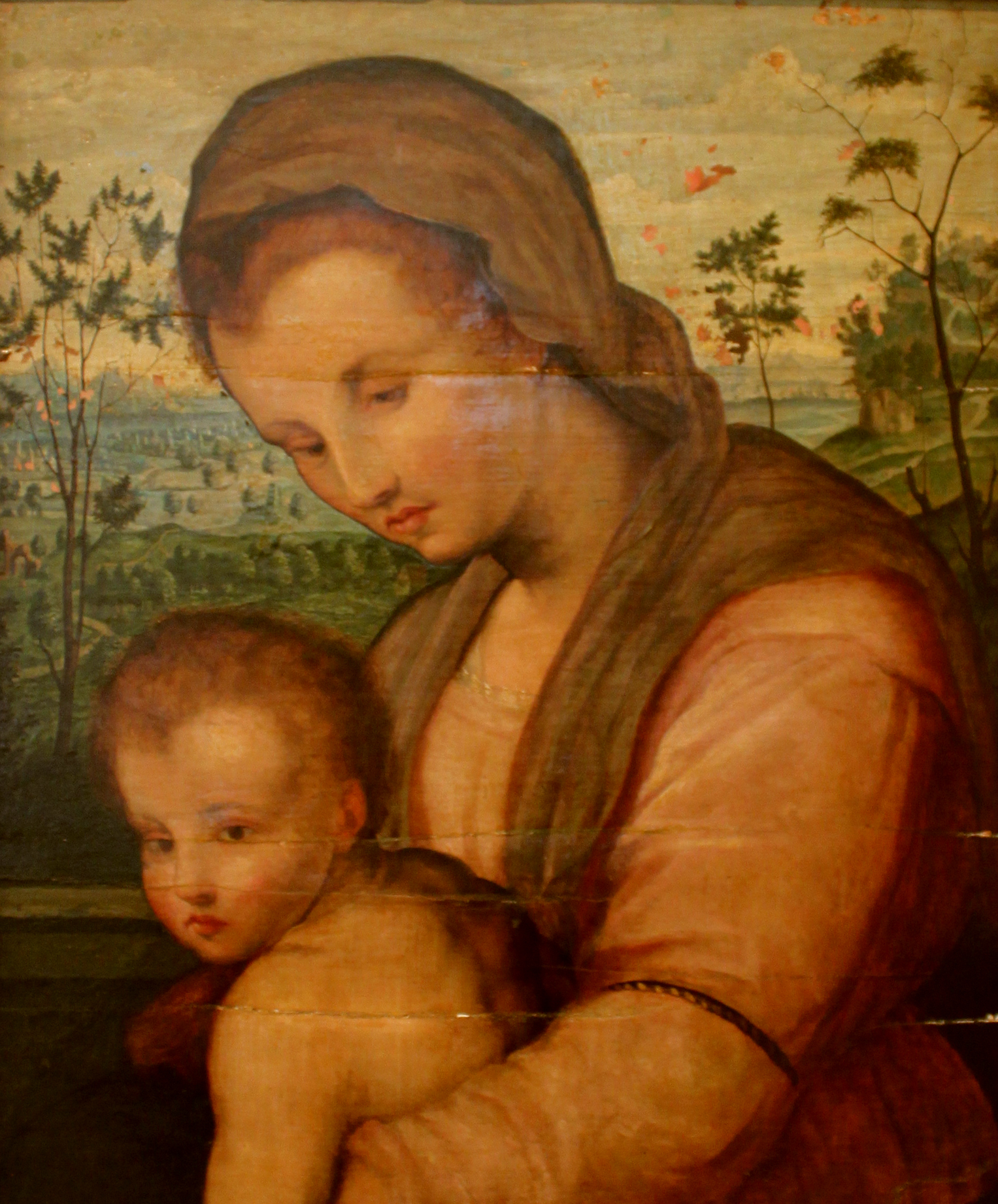
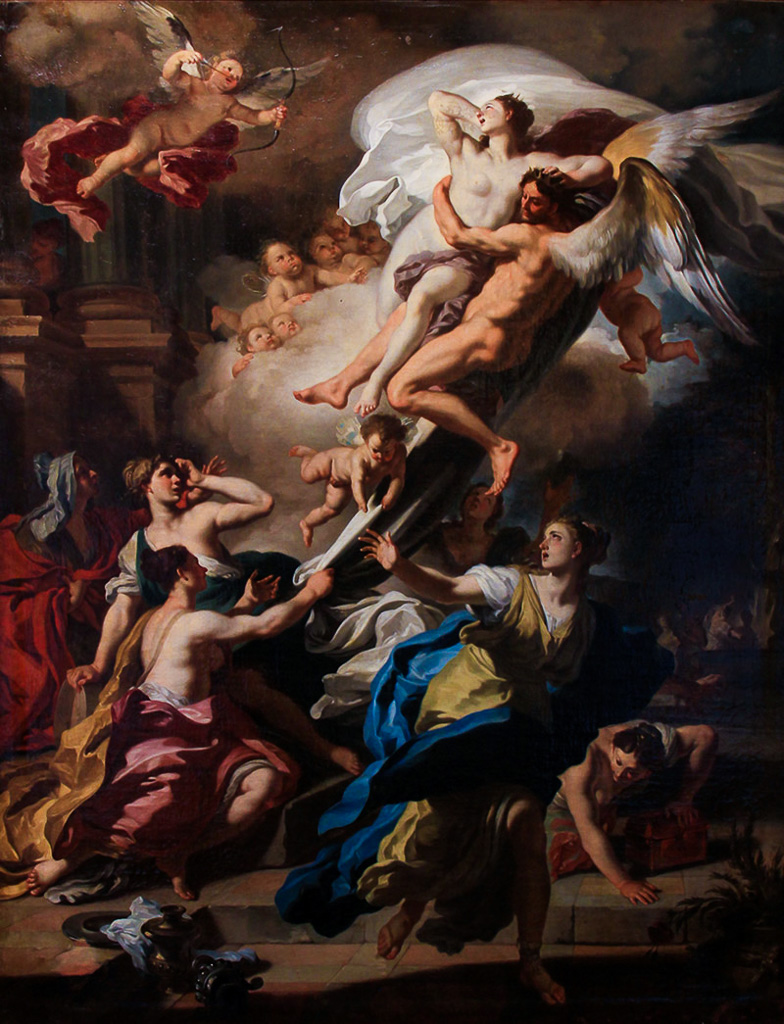
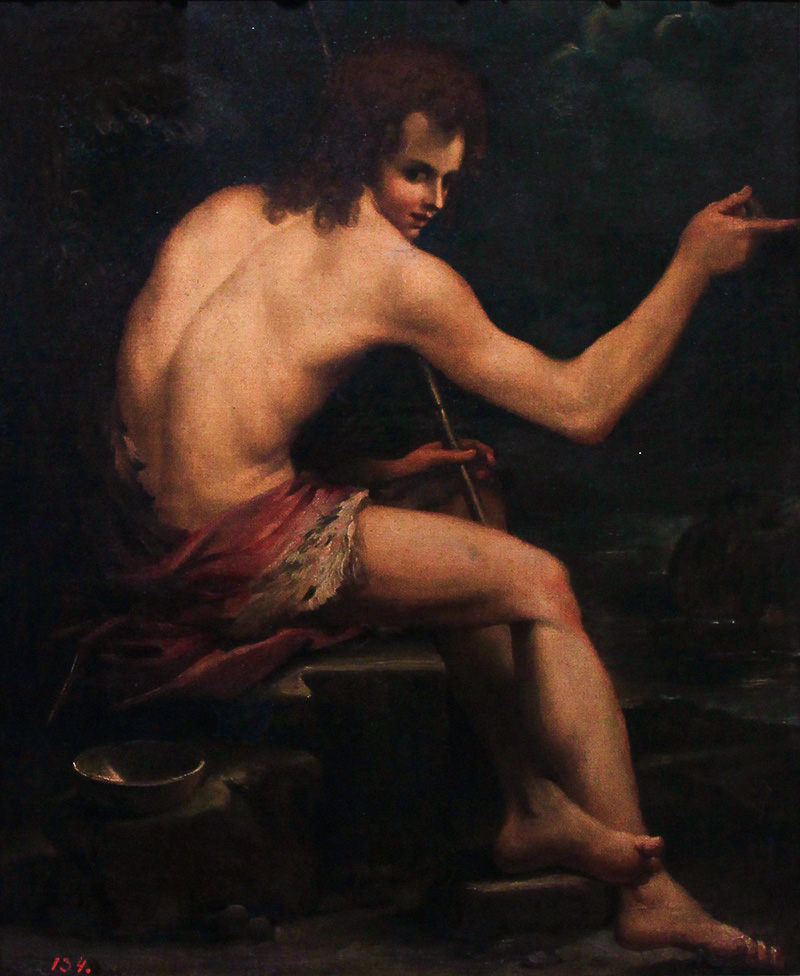
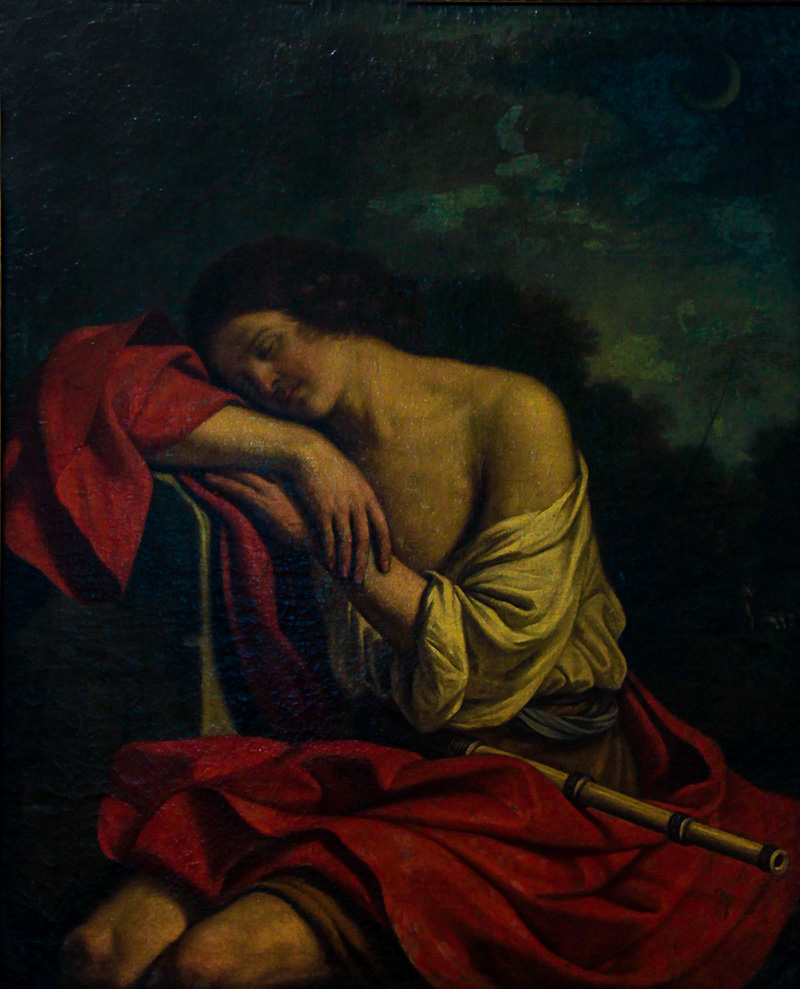
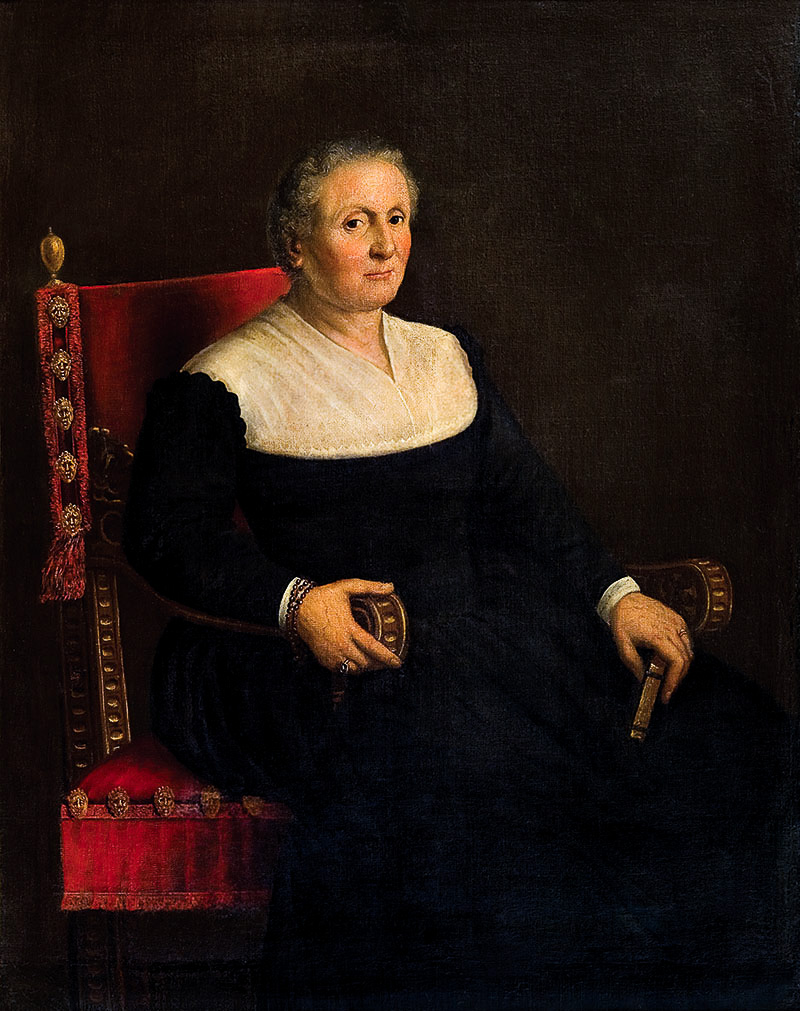

#### نقاشی فلامان
نمایشگاه مخصوصی به نقاشی فلامان در موزه هنر جمهوری آذربایجان اختصاص داده شده‌است. آثار «آدریان براووری» (Adrian Brauver)، «یوستوس سوسترمانس»، «بالتازار بشئی»، «بالتازار پول امّگانک» از جمله اشیای نمایشی می‌باشند، که این بخش شامل می‌شود. علاوه بر این، نقاشی‌های زیادی از مصوران نامعلوم را می‌شود در این بخش دید.

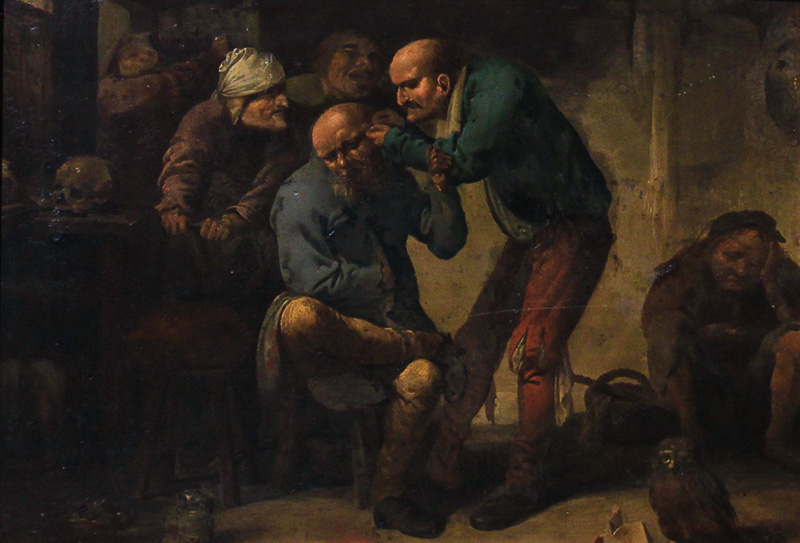
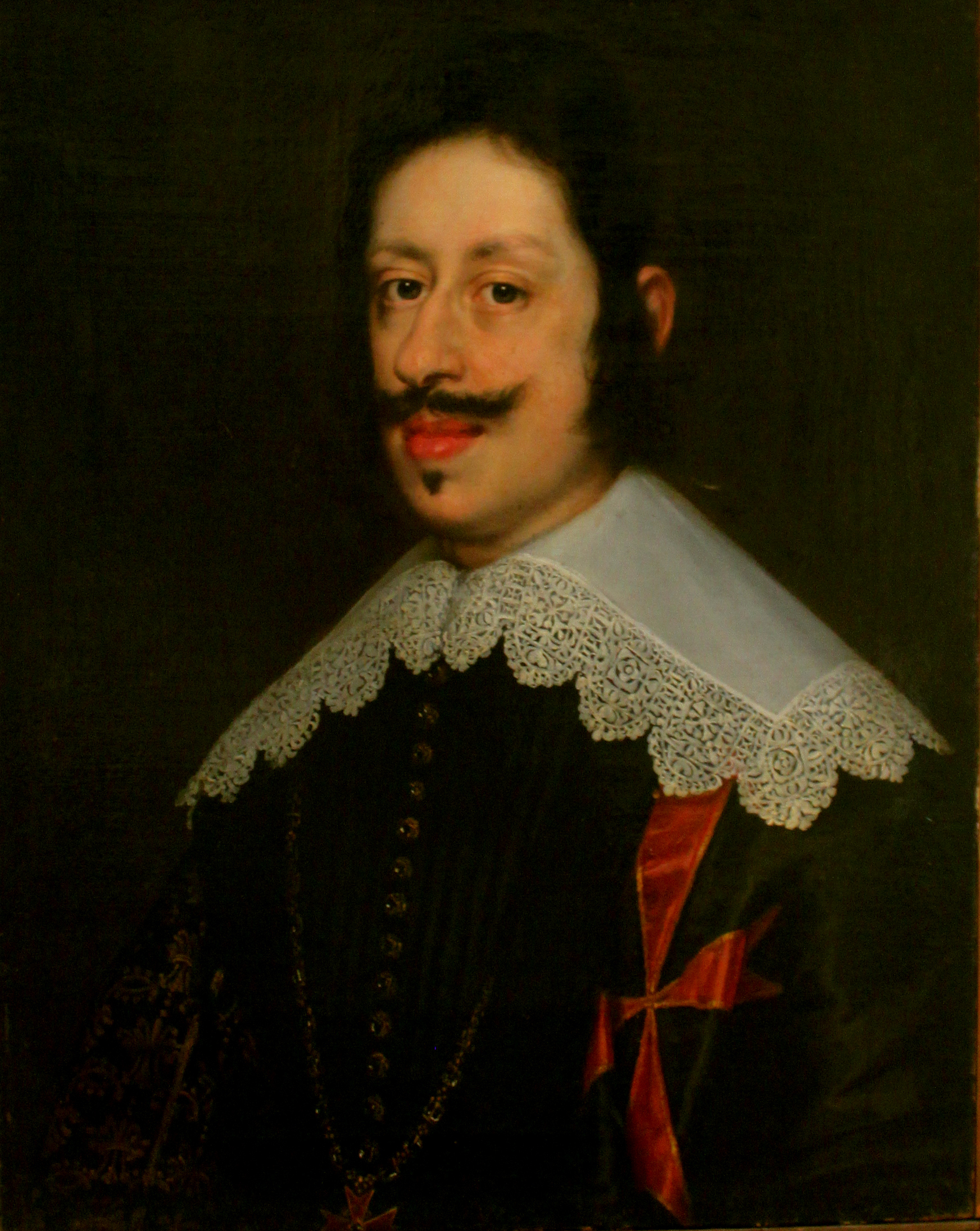
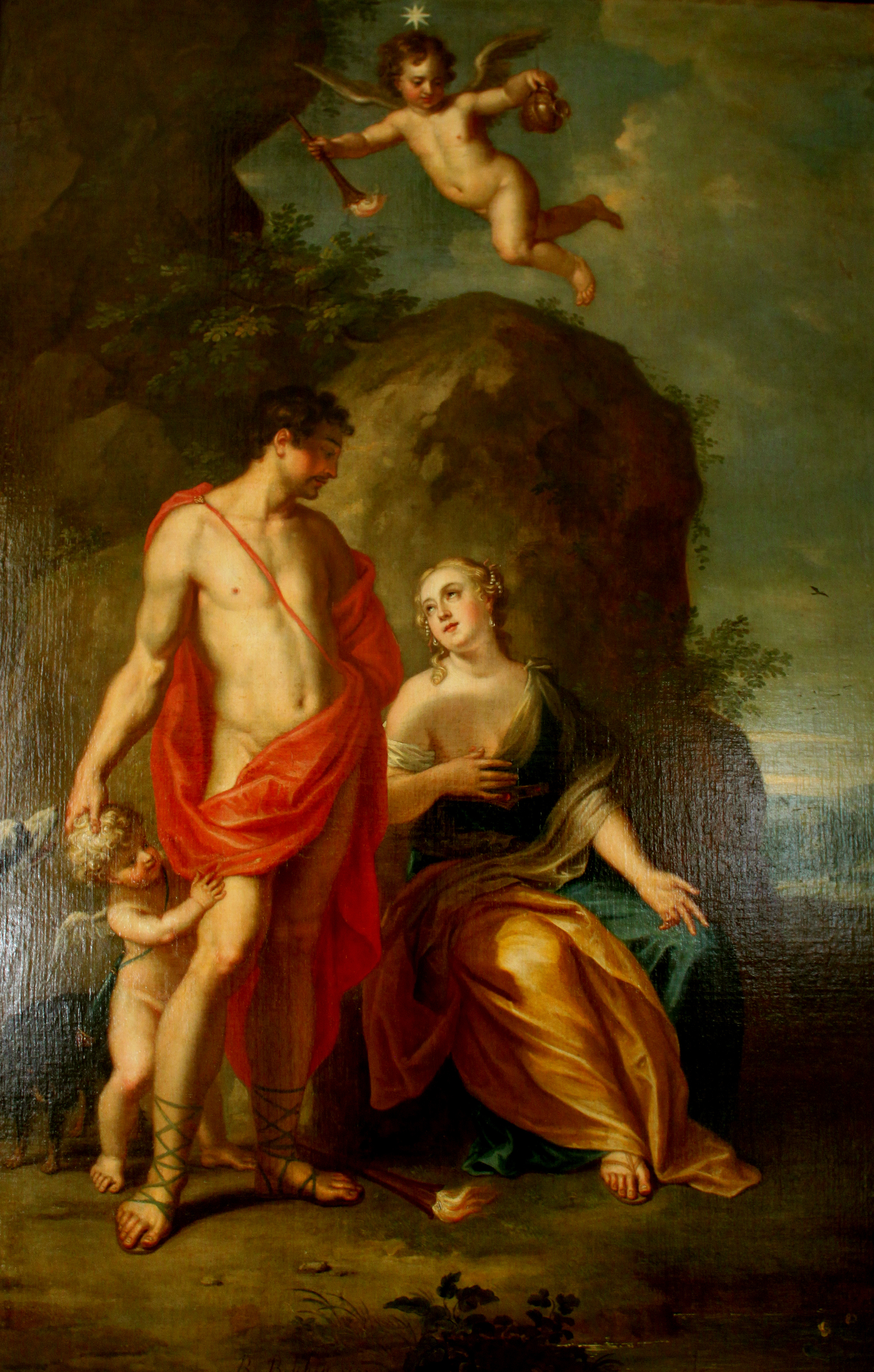
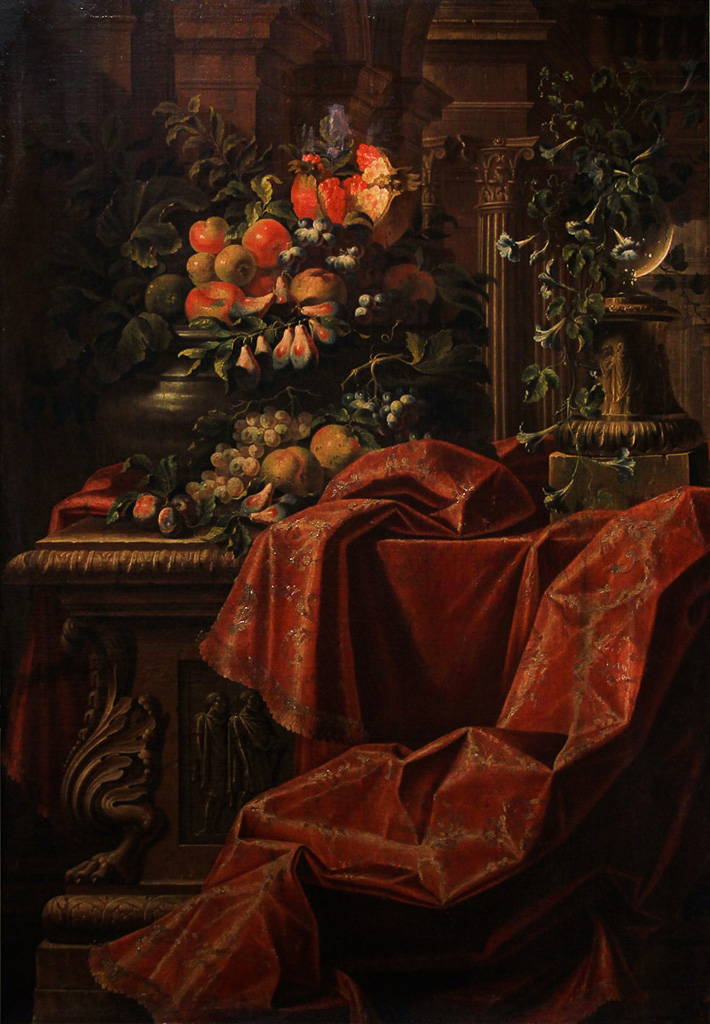
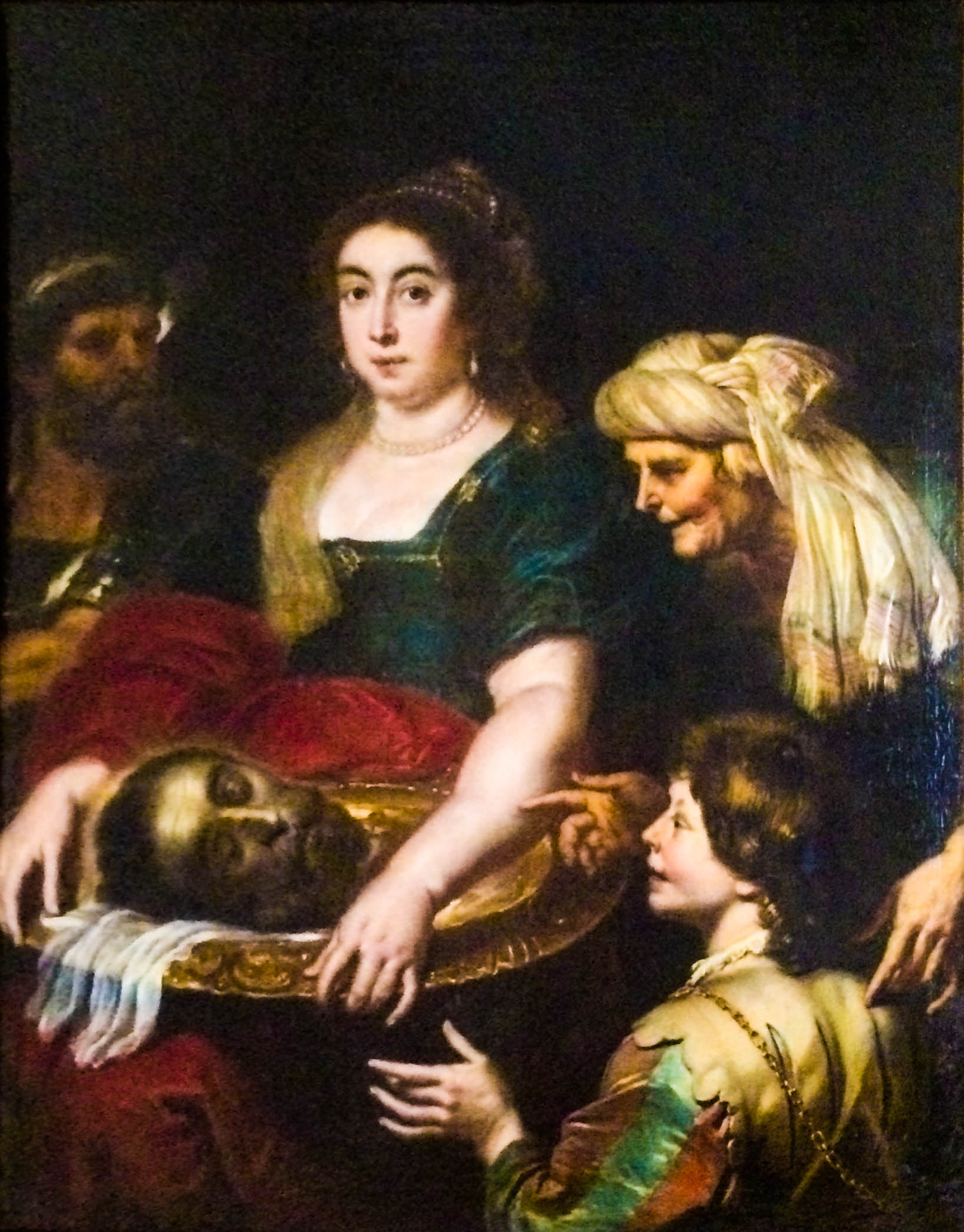
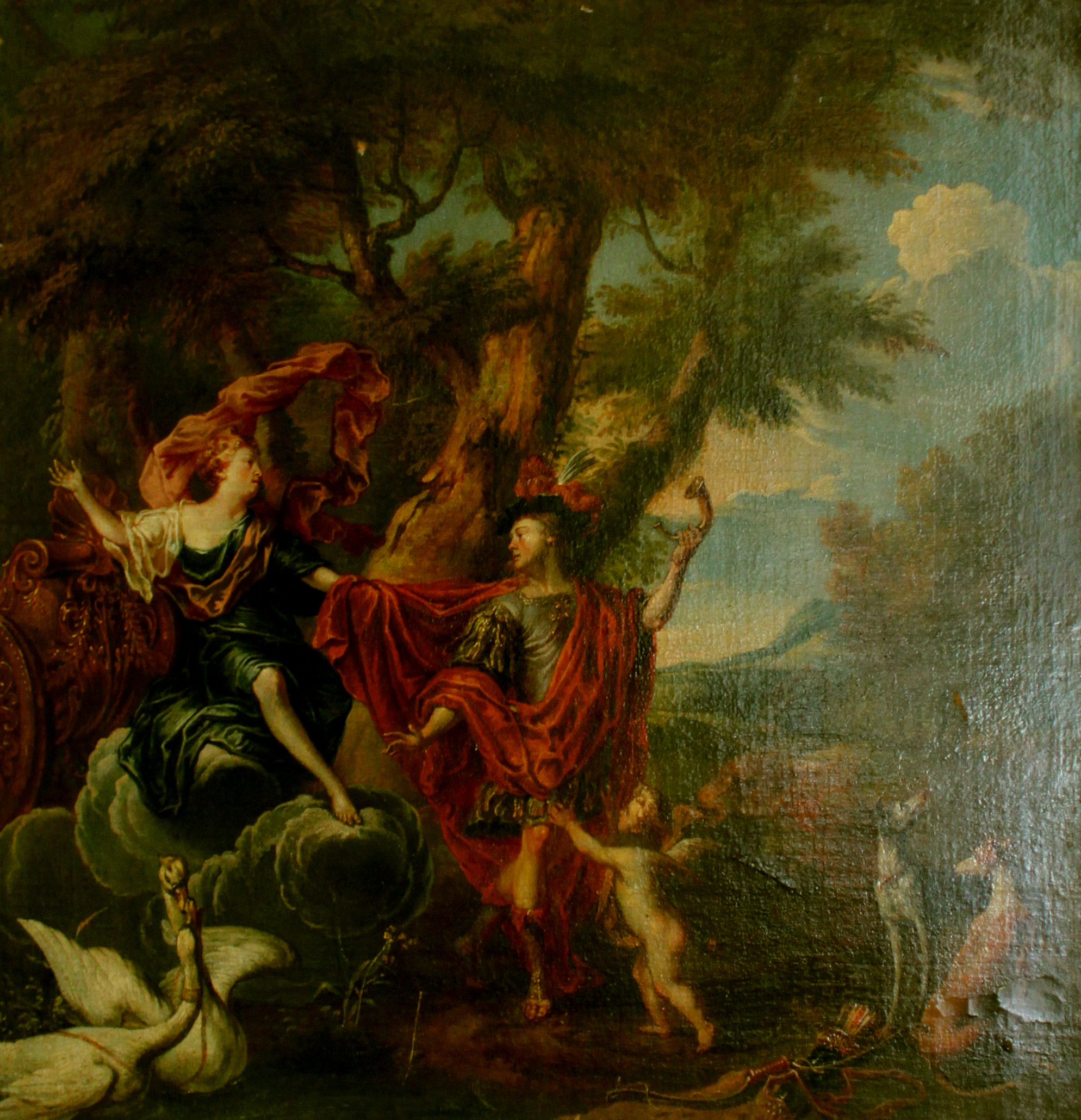
.

#### نقاشی هلندی
نمایشگاهی به آثار نگارگران هلندی که در دوران‌های مختلفی زندگی و نقاشی‌های زیبایی خلق نموده‌اند، اختصاص دارد. در این بخش، آثاری از «فرانس هالس»، «میشل ون میرولت»، «پیتر کلس»، «کلاس ملنائر» نگهداری می‌شوند. افزون بر اینها، آثار زیادی از نقاشان نامعلوم هنلدی نیز در این قسمت به نمایش درمی‌آیند.

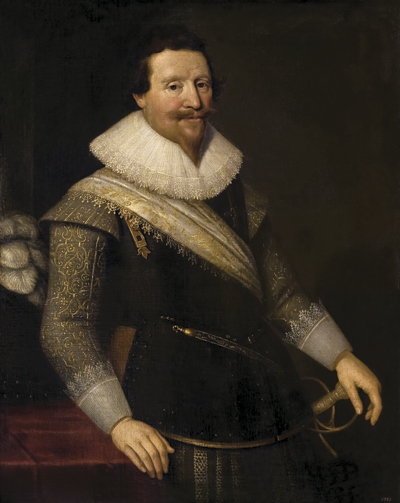
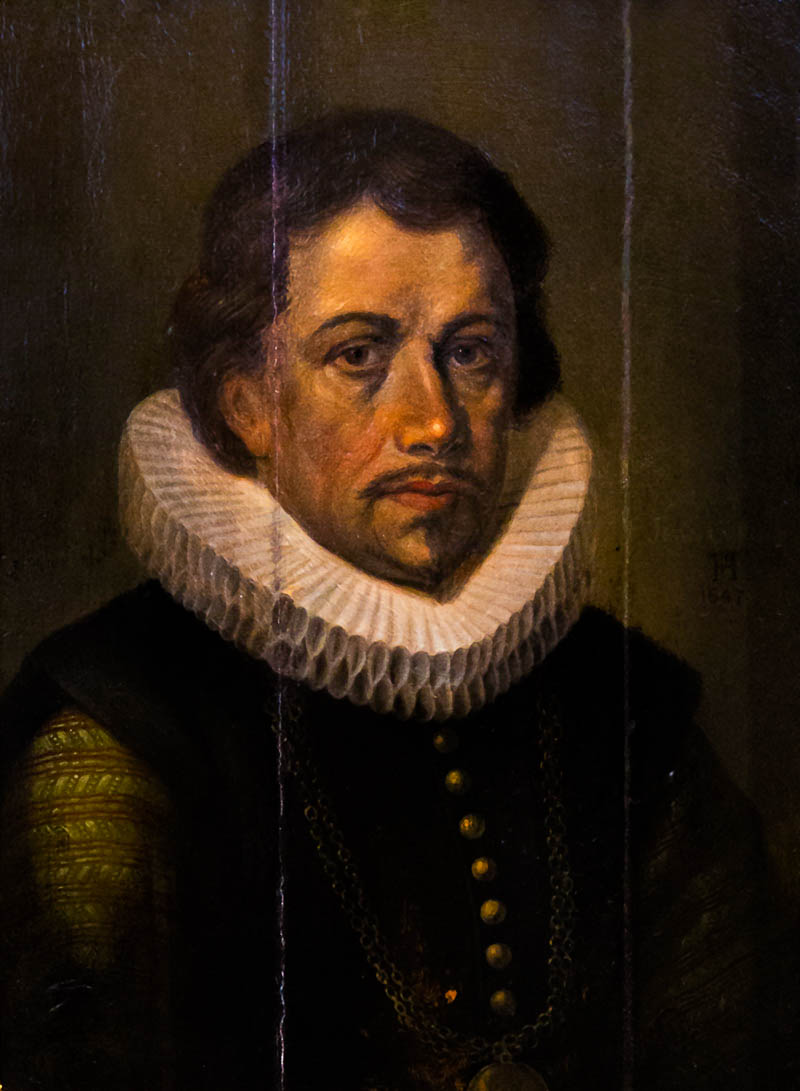
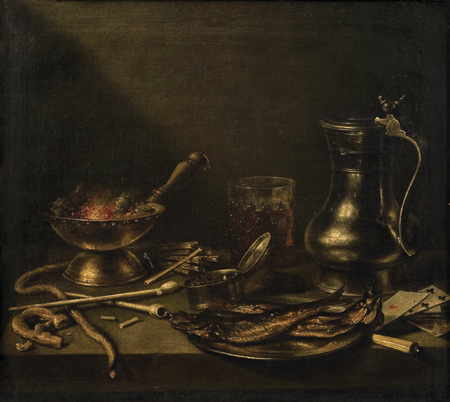
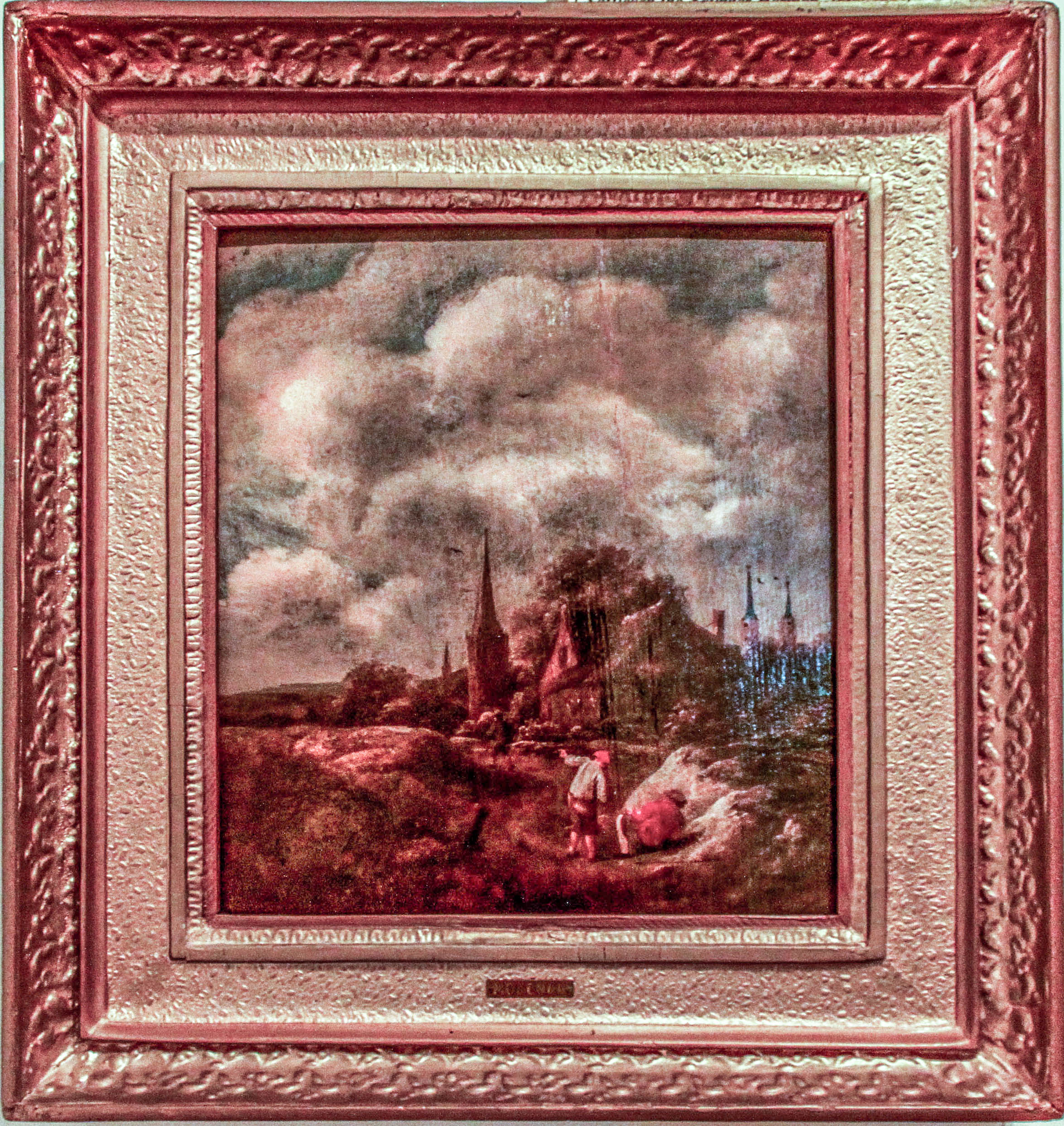
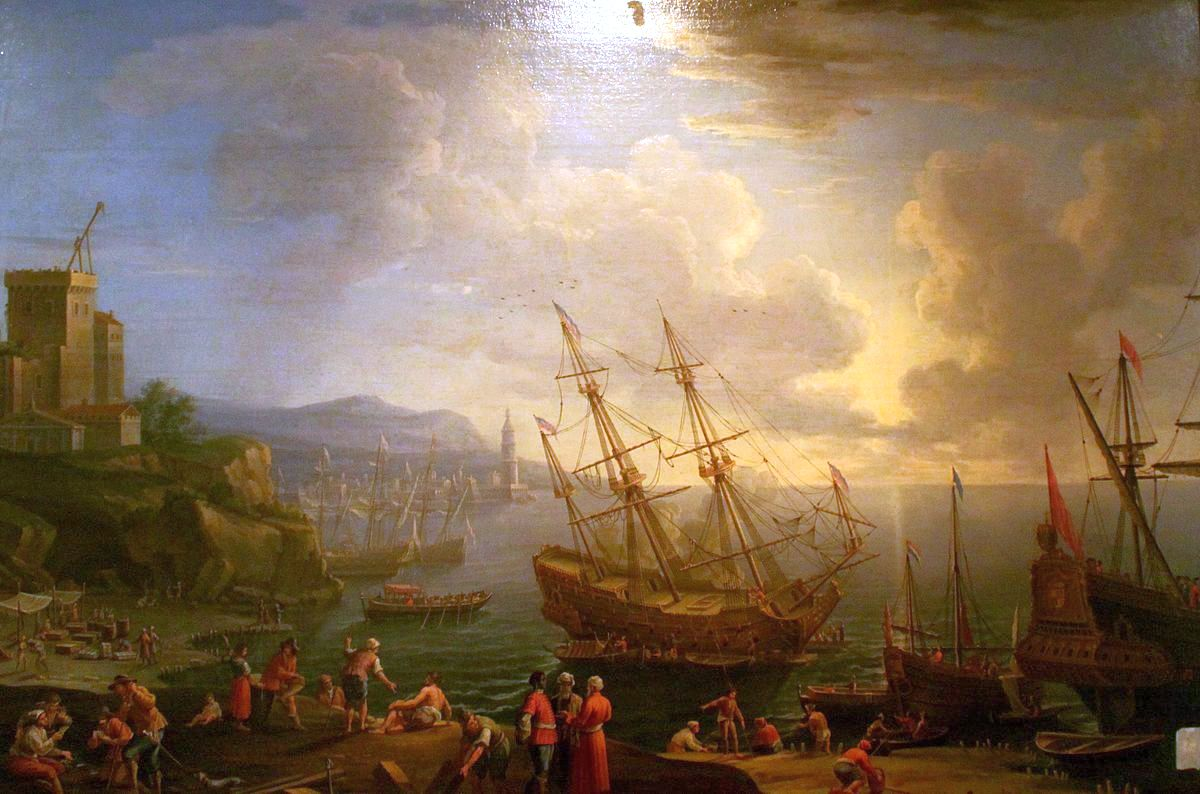

#### نقاشی فرانسوی
در این بخش موزه آثاری از نقاشان قرون ۱۷ الی ۱۹ فرانسوی به نمایش گذاشته شده‌اند، که می‌توان از آن‌ها از «کاسپار دوک»، «جول دوپره»، «پاسکال دنیان بوور»، «جان بتیست گریوز»، «جان جوزف بنیامین-کنستان»، «جان اونوره فرانگوار» و «لوئیس آرسان» نام برد.

#### نقاشی آلمانی
در موزه هنر جمهوری آذربایجان آثاری از نقاشان آلمانی نیز نگهداری می‌شوند، که می‌توان از آنان به «یوهان هاینریش فوسلی»، «فریدریش آگوست فون کاولباکس» (Fridrix Avqust fon Kaulbax) و غیره … اشاره نمود.
علاوه بر قسمت‌های یادشده، بخش‌هایی نظیر؛ نقاشی روس، مجموعه گرافیک، مجموعه مجسمه‌سازی، مجسمه‌سازی مصر باستان، نمونه‌های هنر بافندگی و دوزندگی نیز وجود دارند.